# Коротчаев, Дмитрий Иванович
Дми́трий Ива́нович Коротчаев (10 июня 1909 года, г. Верхнеднепровск, Екатеринославская губерния, Российская империя — 20 июля 1981 года, г. Тюмень, Тюменская область, РСФСР, СССР) — советский транспортный строитель, Герой Социалистического Труда. Лауреат Государственной премии СССР.

## Биография
1929 год — окончил Луганский техникум путей сообщения.
В 1929—1931 годах — техник-прораб строительного участка станции Магдагачи Уссурийской железной дороги.
В 1931—1934 годах — на действительной военной службе в РККА.
В 1934—1937 годах — прораб на строительстве железной дороги Москва — Донбасс, Валуйки — Пенза.
В 1937—1944 годах — начальник производственного отдела, начальник строительного участка, начальник различных управлений строительства Московской окружной железной дороги.
С 1944 года — на работе в управлении строительно-восстановительных работ на Ковельской железной дороге.
В 1952—1966 — начальник управления железнодорожного строительства «Абаканстройпуть». Под его руководством построены железнодорожные линии Абакан — Новокузнецк и Абакан — Тайшет.
В 1966—1981 — начальник управления транспортного строительства «Тюменьстройпуть». Руководил строительством железной дороги от Тюмени до Нового Уренгоя. В 1979 году была сдана в эксплуатацию линия Тюмень — Нижневартовск, а с 1980 года открыто рабочее движение поездов до Нового Уренгоя, электрифицирован участок железной дороги Кармак — Войновка.
В 1981 году — делегат XXVI съезда КПСС.

## Награды
- Герой Социалистического Труда (1966 год).
- Два ордена Ленина,
- Орден Октябрьской Революции (1976 год)
- Два ордена Трудового Красного Знамени (1943 год, 1971 год)
- Орден «Знак Почёта» (1944 год)
- Медаль «За победу над Германией в Великой Отечественной войне 1941—1945 гг.» (1945 год)
- Медаль «За доблестный труд в Великой Отечественной войне 1941—1945 гг.» (1945 год)
- Медаль «За освоение целинных земель» (1958 год)
- Медаль «За освоение недр и развитие нефтегазового комплекса Западной Сибири» (1978 год)
- Заслуженный строитель РСФСР
- Лауреат Государственной премии СССР. (1969 год)
- Почётный железнодорожник СССР (1937 год)

## Память
Его именем названы:
- Посёлок Коротчаево в Ямало-Ненецкий автономном округе
- Станция (в прошлом Уренгой) — самая крупная железнодорожная станция в Ямало-Ненецком автономном округе (1982 год)
- Улица в Сургуте
- Тюменское городское профессионально-техническое училище № 28 (1982 год)
- Детское патриотическое объединение «Коротчаевцы» в Сургуте
- Премия профсоюза транспортных строителей Западной Сибири имени Героя Социалистического Труда Д. И. Коротчаева (2005 год)
- Мемориальный знак в пос. Коротчаевво (2007 год).
- Памятник в пос. Коротчаево (2009 год)